# Boucq
Boucq é uma comuna francesa na região administrativa de Grande Leste, no departamento de Meurthe-et-Moselle. Estende-se por uma área de 22,66 km². Em 2010 a comuna tinha 366 habitantes (densidade: 16,2 hab./km²).